# Porritt Stadium
Porritt Stadium – stadion wielofunkcyjny w Hamilton w Nowej Zelandii, na którym odbywają się między innymi mecze piłkarskie. W roli gospodarza występuje na nim zespół Waikato FC. Pojemność obiektu wynosi 2000 miejsc.